# Bertha Crowther
Bertha Crowther (geboren als Bertha Piggott; * 9. Dezember 1921 in Hendon; † 8. August 2007 in London) war eine englische Leichtathletin, die 1950 Vizeeuropameisterin im Fünfkampf wurde. 
1946 wurde Bertha Crowther britische Meisterin im 80-Meter-Hürdenlauf. Bei den Olympischen Spielen 1948 in London schied sie im Vorlauf über die Hürden aus. Im Hochsprung erreichte sie das Finale und belegte mit 1,58 m den sechsten Platz. 1949 wurde bei den britischen Meisterschaften erstmals der Frauen-Fünfkampf ausgetragen und Crowther gewann den Wettbewerb, 1950 konnte sie diesen Titel verteidigen. 
Bei den British Empire Games 1950 wurde der Fünfkampf nicht ausgetragen. Crowther wurde mit 1,60 m Zweite im Hochsprung hinter ihrer Landsfrau Dorothy Tyler. Im Weitsprung wurde Crowther Neunte, im Speerwurf Fünfte von fünf Teilnehmerinnen. Bei den Europameisterschaften 1950 in Brüssel stand der Fünfkampf hingegen auf dem Programm. Die Französin Arlette Ben Hamo gewann mit 3204 Punkten vor Bertha Crowther mit 3048 Punkten (3409 Punkte nach heutiger Tabelle). Im Hochsprung wurde Crowther mit 1,55 m Fünfte.
Bei einer Körpergröße von 1,74 m betrug ihr Wettkampfgewicht 63 kg.